# 587
سنة 587 م كانت سنة بسيطة تبدأ يوم الأربعاء (الرابط يظهر نموذج التقويم الكامل للسنة) من التقويم اليولياني. بدأت تسمية السنة ب587 منذ العصور الوسطى المبكرة، عندما أصبح تقويم أنو دوميني هو الأسلوب السائد في أوروبا لتسمية السنوات.

## أحداث
- بداية حكم الإمبراطور الإمبراطور سوشون.

## مواليد
- ربيعة بن طريف العنبري شاعر عربي في العصر الجاهلي.
- ثيودوريك الثاني

## وفيات
- المثقب العبدي
- الإمبراطور يومي
- عدي بن زيد العبادي
- العالم الماروني ثيوفيلوس الرهاوي مستشار الخليفة المهدي.